# NGC 5405
NGC 5405 is een spiraalvormig sterrenstelsel in het sterrenbeeld Ossenhoeder. Het hemelobject werd op 3 maart 1883 ontdekt door de Duitse astronoom Ernst Hartwig.

## Synoniemen
- UGC 8928
- MCG 1-36-14
- ZWG 46.36
- IRAS 13586+0756
- PGC 49906